# Panna nebo orel
Panna nebo orel (anglicky Easy A) je americká teenagerovská komedie natočená v roce 2010 režisérem Willem Gluckem v hlavní roli s Emmou Stoneovou.

## Děj
Film začíná, když studentka Olive Penderghast nalže své nejlepší kamarádce Rhiannon Abernathy, že má rande, aby se vyhnula víkendu strávenému s ní a s jejími rodiči. Ve skutečnosti tráví víkend doma. V pondělí zalže Rhiannon, že o víkendu přišla o panenství s klukem z univerzity. Jejich rozhovor však zaslechne Marianne Bryant, silně nábožensky založená spolužačka a rozhodne se Olive ponížit. Poví všem ve škole o její ztrátě panenství s klukem, se kterým byla pouze na jednom rande.
Olive poté řekne pravdu svému kamarádovi Brandonovi a ten se jí svěří, jak se stal terčem posměchu kvůli tomu, že je gay. Brendon ji později prosí, jestli by nemohla předstírat, že spolu měli sex a Olive souhlasí.
Po hádce s Rhiannon kvůli Olivině nové reputaci „lehké dívky“ se Olive rozhodne svou novou reputaci přijmout. Začne nosit provokativní oblečení a na každý top si našije červené písmeno A, podobně jako Hester Prynne v příběhu spisovatele Nathaniela Hawthorna Šarlatové písmeno.
Kluci, kteří doposud neměli mnoho štěstí s dívkami prosí Olive, aby říkala, že spolu měli sex, protože chtějí zvýšit svou popularitu, výměnou za peníze.

## Obsazení
| Emma Stoneová | Olive Penderghast  |
| Aly Michalka  | Rhiannon Abernathy |
| Amanda Bynes  | Marianne Bryant    |
| Dan Byrd      | Brandon            |
| Penn Badgley  | Todd               |
| Lisa Kudrow   | Paní Griffithová   |